# USSF-44
USSF-44 ist die Bezeichnung einer Raumfahrtmission der United States Space Force und des Raumfahrtdienstleisters SpaceX. Sie umfasste den Transport von sechs militärischen und/oder nachrichtendienstlichen Satelliten in geosynchrone Umlaufbahnen. Als Trägerrakete kam zum insgesamt vierten Mal eine Falcon Heavy zum Einsatz.
Die Mission hieß ursprünglich AFSPC-44 und wurde nach Gründung der Space Force in USSF-44 umbenannt.

## Startauftrag und Nutzlasten
Der Auftrag für den Start der Satelliten wurde 2017 vom Air Force Space Command (AFSPC) ausgeschrieben. Im Februar 2019 erhielt SpaceX den Zuschlag für AFSPC-44 und für zwei weitere Starts, zu einem Preis von insgesamt 297 Millionen US-Dollar. Die Ausschreibungsdokumente erwähnen zwei Nutzlasten von jeweils bis zu 2 Tonnen Masse, die in Umlaufbahnen in 35.093 km Höhe und mit 5° Neigung auszusetzen sind. Ein solcher Direct-to-GEO-Transport benötigt mehr Energie als der Start in eine herkömmliche geostationäre Transferbahn. Wegen dieses anspruchsvollen Missionsprofils kam die leistungsstarke Rakete Falcon Heavy zum Einsatz.
Wie erst später bekannt wurde, soll mit demselben Flug auch der Mikrosatellit Tetra 1 in einen geosynchronen Orbit gebracht werden. Die Aufgabe dieses Satelliten beschrieb die Space Force mit der „Erprobung von Missionen, Taktiken, Techniken und Prozeduren in und um geosynchrone Umlaufbahn(en)“. Der Zweck der beiden größeren Hauptnutzlasten blieb geheim.
Für den Transport der als besonders wichtig und sicherheitskritisch eingestuften Satelliten benötigte die Rakete eine besondere Qualifikation, die die Space Force für Juli 2020 in Aussicht stellte.

## Missionsverlauf
Der Start erfolgte von der Rampe 39A des Kennedy Space Center in Florida, dem bislang einzigen verfügbaren Startplatz für die Falcon Heavy. Die beiden Seitenbooster der Rakete landeten nach ihrer Abtrennung und können wiederverwendet werden. Eine Landung der Hauptstufe war nicht vorgesehen; sie fiel nach ihrer Abtrennung in den Atlantik. Dies ermöglichte eine höhere Transportleistung der Rakete, weil kein Treibstoff für die Landung vorgehalten werden muss.
Nachdem die obere Raketenstufe in eine geostationäre Transferbahn beschleunigt hatte, flog sie bis zum Erreichen des Apogäums mehr als fünf Stunden lang antriebslos durch den Weltraumn. Danach zündete ihr Triebwerk erneut und die Umlaufbahn wurde zirkularisiert, also die elliptische Transferbahn durch nochmalige Erhöhung der Geschwindigkeit in die gewünschte kreisförmige, geosynchrone Umlaufbahn überführt. Schließlich wurde der Raumschlepper LDPE2 (Long Duration Propulsive EELV Secondary Payload Adapter) mit den Satelliten ausgesetzt.